# John Todd
John Todd (* 1939 Hamilton) je kanadský biolog, emeritní profesor výzkumu a lektor na Vermontské univerzitě. Zabývá se obecně ekologickým designem, problémy výroby potravin a zpracováním odpadních vod pomocí ekosystémových technologií, které zahrnují rostliny, živočichy a bakterie.
Todd vyvinul „Arks“ neboli „bioschránky“, ekologicky uzavřené „systémy podpory života“, s cílem zajistit jejich udržitelné fungování. Kombinací alternativních technologií výroby obnovitelné energie, ekologického zemědělství, akvakultur, hydroponií a architektury vytváří tzv. „žijící stroje“ neboli „ekostroje“.
Spolu se svou manželkou založili neziskové organizace New Alchemy Institute (1969-1991) a Ocean Arks International (1981) a Todd je zakladatelem a prezidentem designérské a inženýrské firmy John Todd Ecological Design Inc (1989). Manželé publikovali knihy o ekologickém designu a více než 200 vědeckých a populárních článků a esejů.

## Mládí a studia
John Todd se narodil v roce 1939 v Hamiltonu v kanadském Ontariu a vyrůstal u jezera Ontario poblíž Hamiltonského zálivu, který byl tehdy centrem kanadského ocelářského průmyslu a lodní dopravy. V okolí jeho domova se nacházely bažiny a potoky, které byly silně poškozeny znečištěním. Když mu bylo 13 let, dostal od otce knihy Louise Bromfielda, v nichž popisoval své snahy o obnovu půdy v Ohiu, a rozhodl se studovat zemědělství.
V roce1961 získal bakalářský titul v oboru zemědělství a roku 1963 magisterský titul v oboru parazitologie a tropické medicíny na McGillově univerzitě v Montréalu v kanadském Québecu. Poté absolvoval doktorandské studium mořské biologie na Michiganské univerzitě, kde se zabýval rybolovem a oceánografií. Po studiích pracoval jako odborný asistent etologie na Státní univerzitě v San Diegu, kde se věnoval behaviorální ekologii ryb (1968-1970).

## Profesní život
V roce 1970 nastoupil Todd jako vědecký asistent do oceánografického ústavu ve Woods Hole ve státě Massachusetts, kde začal rozvíjet své myšlenky o fungování složitých biologických potravních řetězců. Důležitý vliv na jeho myšlení měla jeho manželka Nancy Jack Todd, tanečnice, spisovatelka, redaktorka a aktivistka. Při jejich rozhovorech ji zajímalo, zda by se ekologické koncepty daly využít pro blaho lidstva a vždy manžela povzbuzovala, aby se o to pokusil. Od té doby manželé vydali a napsali několik knih a jsou spoludržiteli řady ocenění.

### New Alchemy Institute
V roce 1969 založili manželé Toddovi a William O. McLarney New Alchemy Institute v Cape Cod v Massachusetts. Jeho členové navrhovali aplikovat ekonomicky a ekologicky udržitelným způsobem principy a designové strategie z biologických věd na technologie. Přestože ústav v roce 1991 zanikl, byl popisován jako ‚katalyzátor změn podporující vývoj nových ekologických designových řešení, alternativních technologií a metod ekologické produkce potravin a zpracování odpadu‘.
Jedním z přístupů, které vyvinuli, byl koncept bioschránek, architektonických struktur podobných skleníkům, které obsahují ekosystémy pro různé účely, např. potraviny pro lidi, systémy čištění odpadu atd. Jejich řídícím principem je symbióza: systém výroby potravin vytápí dům, akvária chovají ryby, vytápějí skleník, poskytují vodu na zavlažování a hnojivo pro rostliny. Myšlenka, že odpady vzniklé v jedné části systému poskytují cenné zdroje pro jinou část systému, je pro návrh takových udržitelných ekosystémů zásadní.

### Ocean Arks International
V roce 1981 Todd s manželkou založil neziskovou organizaci Ocean Arks International (OAI). Původní myšlenkou Ocean Arks bylo stavět větrem poháněná plavidla, která by byla schopna převážet ekologické materiály a podpůrné technologie a byla by využívána v zemích rozvojového světa. Taková vize ale byla mimo možnosti organizace.

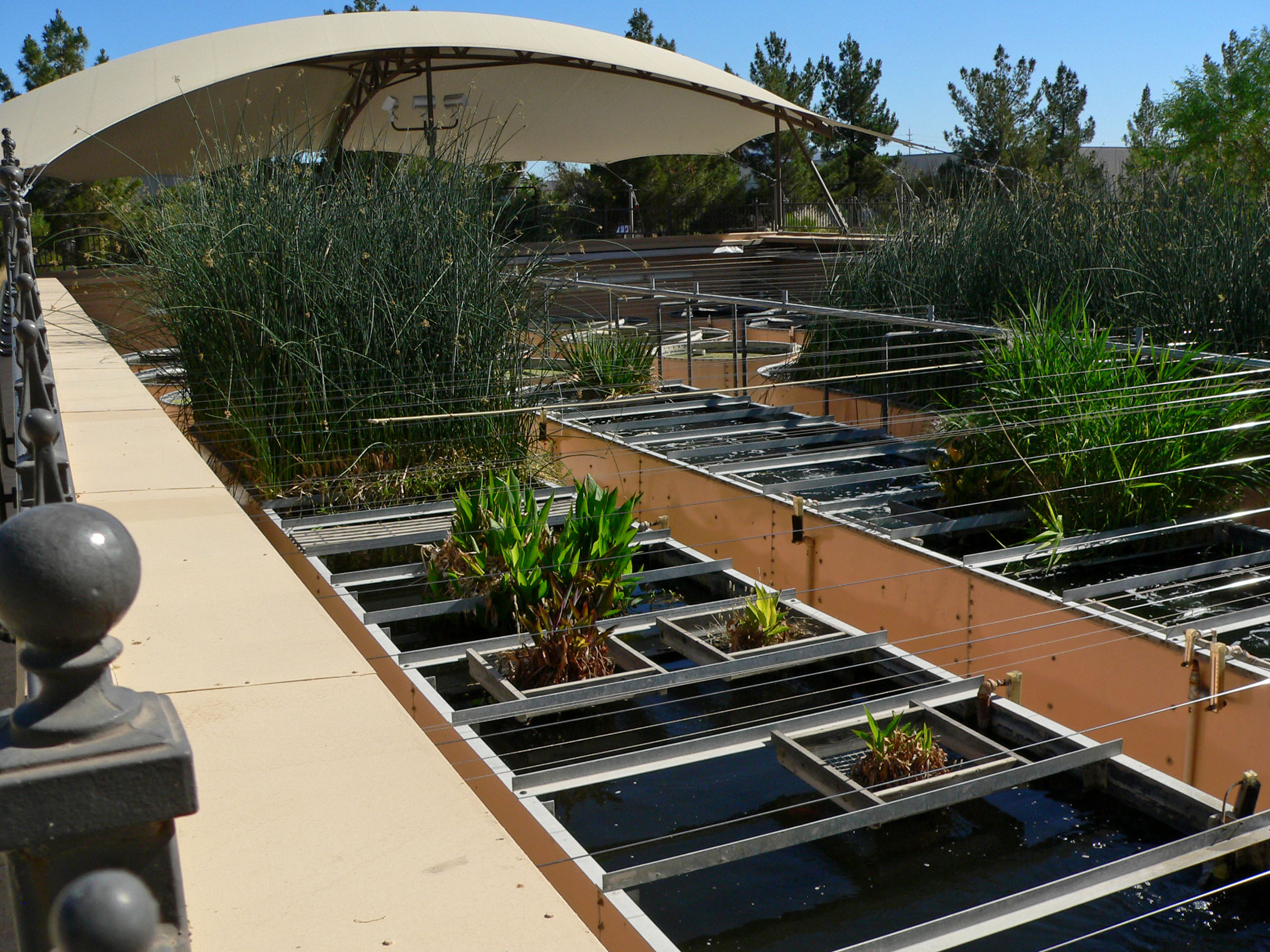
Zařízení na úpravu vody „Living Machine“ v botanické zahradě v Las Vegas v Nevadě

Todd se proto zaměřil na problematiku týkající se vody, zejména na vývoj alternativních přístupů k běžnému zpracování odpadu. Aplikoval na odpadní vody myšlenky z akvakultury a ekologického zemědělství. Jeho přístup spočíval v identifikaci ekologických cest, jimiž lze recyklovat živiny z odpadu. Odpad z jednoho organismu by se mohl stát zdrojem potravy pro další organismy, místo aby byl vyhozen jako nevyužitelný a toxický vedlejší produkt.
Prvním „solární vodní systém“ (SAS) pro čištění odpadních vod vznikl jako experimentální pilotní projekt v lyžařském středisku Sugarbush poblíž Warrenu ve Vermontu kolem roku 1986.
Termín „Living Machines“ (žijící stroje) byl v roce 1991 přihlášen k registraci jako ochranná známka a v roce 1993 jej patentový úřad Spojených států amerických zaregistroval na společnost Ocean Arks International.

### Ecological Engineering Associates, Inc.
Společnost Ecological Engineering Associates, Inc. (EEA) byla založena v roce 1988 v Marionu ve státě Massachusetts jako komerční podnik, který měl účinněji propagovat činnost organizace Ocean Arks International. Spoluzakladatel John Todd nechtěl být členem jejího představenstva, ale podílel se na činnosti společnosti jako ekologický projektant[.
EEA navrhla a instalovala čistírnu odpadních vod pro sanaci septiků v Harwichi ve státě Massachusetts. Práce byly zahájeny v roce 1988 a systém byl uveden do provozu v roce 1990. Společnost vyvinula několik dalších projektů, v nichž použila průhledné vodní sloupce pro čisticí jednotky ve svých „solárních vodních systémech“. Patenty na procesy týkající se solární akvatiky byly podány pod jmény vynálezců Johna Todda a Barryho Silversteina v letech 1988 a 1991 a uděleny společnosti EEA. Společnost EEA si zaregistrovala ochrannou známku „Solar Aquatic“ pro nádrže na čištění odpadních vod s průhlednými vodními sloupci.

### Living Technologies Inc.
V roce 1994 Todd spoluzaložil v Burlingtonu ve Vermontu společnost Living Technologies Inc. (LTI), která se zabývala ekologickým projektováním, inženýrstvím a výstavbou. V roce 1998 došlo k výrazné reorganizaci společnosti a jejího představenstva. Vlastnictví společnosti převzal v roce 1999 Tom Worrell, získal práva na původní patenty na Toddův „Living Machine“ a společnost se přejmenovala na Worrell Water Technologies, LLC.

### John Todd Ecological Design Inc.
V roce 1989 založil Todd společnost „John Todd Research and Design“ ve Falmouthu ve státě Massachusetts. Později se z ní stala společnost „John Todd Ecological Design“ (JTED). Prostřednictvím této společnosti Todd vyvinul vlastní systémy čištění odpadních vod pozdější generace pod názvem „Eco-machines“. Od roku 2014 si společnost John Todd Ecological Design zaregistrovala ochrannou známku na výraz „Eco-machines“. Prezidentem společnosti je Toddův syn Jonathan Todd.

### Vermontská univerzita
Od roku 1997 vyučoval Todd na Vermontské univerzitě jako hostující lektor. V roce 1999 se stal výzkumným profesorem. Později se stal emeritním výzkumným profesorem.

## Ekologický design
Todd a jeho kolegové byli jedni z prvních, kteří skutečně vytvořili miniaturní ekosystémy, které se z velké části samy udržují a které uplatňují ekologické principy při řešení lidských životních potřeb. Poučeni z přírodního systému, ekologičtí designéři kombinují mikroorganismy, ryby a rostliny do funkčně složitého systému, který je schopen plnit úkoly, jako je bioremediace a fytoremediace.
Podle Todda je důležité vytvořit ekosystém s velkým počtem rozmanitých druhů a poté ho nechat „usadit“ do stabilního stavu, což může trvat týdny, měsíce nebo dokonce roky. Doporučoval osazovat ekosystém místními druhy, které již prokázaly schopnost odolávat podmínkám v cílovém prostředí. Snažil se vytvářet systémy, které jsou schopné samoorganizace.

### Voda
Výsledkem této práce jsou nové inovativní přístupy ke zpracování odpadních a splaškových vod.
Todd a jeho kolegové vyvinuli tzv. žijící stroje. Tyto systémy jsou ekologicky konstruované technologie vyvinuté k obnově a čištění znečištěné vody tím, že replikují a urychlují přirozené čisticí procesy potoků, rybníků a bažin. V praktickém použití je žijící stroj samostatný čisticí systém, který k čištění odpadů využívá principů ekologického inženýrství. Účinku je dosaženo vytvořením rozmanitých společenstev bakterií a dalších mikroorganismů, řas, rostlin, stromů, plžů, ryb a dalších živých tvorů v řadě nádrží. Tento přístup je vhodný pro čištění komunálních a některých průmyslových typů odpadních vod a může být cenově konkurenceschopný ve srovnání s konvenčními systémy.

### Kanalizace
Skleníkové čistírny, které John Todd vyvinul, mohou z odpadních vod získat čistou vodu. Bakterie spotřebovávají organické odpadní vody a mění amoniak na dusičnany. Dusičnany se používají jako potrava pro řasy a hnojivo pro chaluhy. Řasami se živí zooplankton a plži. Zooplanktonem se živí ryby. Plovoucí rostliny spotřebovávají zbytky. Toxiny jsou odbourávány skřípinci, ocúny a vodními hyacinty. Stromy pohlcují těžké kovy. Vedlejším produktem jsou okrasné rostliny a mihule, které se mohou prodávat. Mloci se prodávají jako návnada na ryby. V Kalifornii, na Floridě a v Mississippi se používají vodní rostliny pěstované v otevřených lagunách systému pro čištění odpadních vod. Uzavřením takového systému do skleníku je možné tento systém provozovat i v chladnějším severním podnebí. 

## Projekty

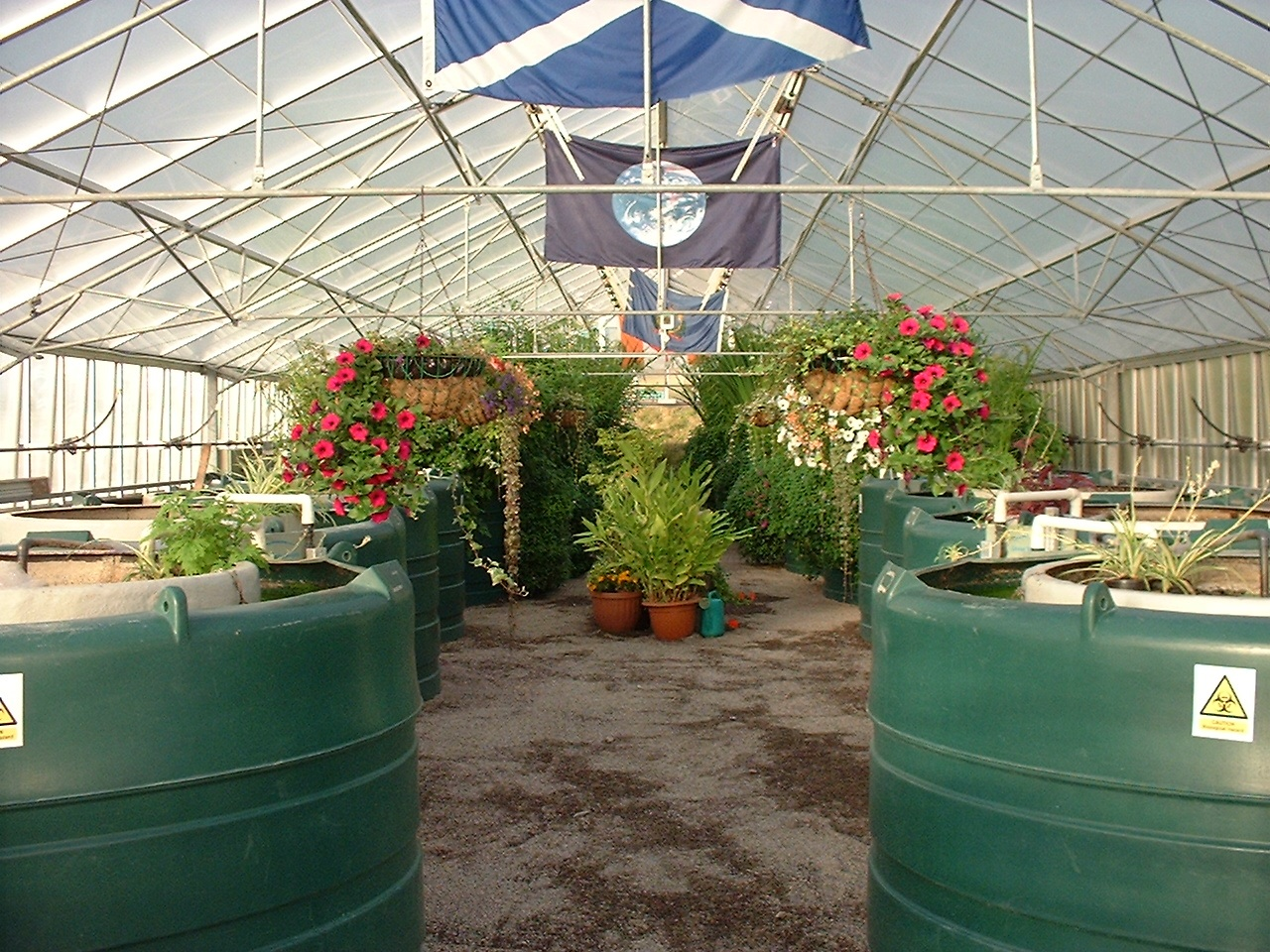
Living Machine, Findhorn, 2006

Toddovy systémy na zpracování odpadu byly realizovány nejméně v devíti zemích, patří mezi ně Austrálie, Brazílie, Kanada, Česká republika, Anglie, Maďarsko, Indie, Skotsko a Spojené státy americké.

### Findhorn ve Skotsku
První projekt „Living Machine“ vznikl v roce 1995 v ekologické vesnici Findhorn ve Skotsku. Systém musel pojmout odpadní vody od stálé populace asi 300 obyvatel a sezónně se měnící populace až 10 000 návštěvníků ročně. Výsledná instalace připomíná tropickou zimní zahradu. Každý organismus poskytuje potravu dalšímu stupni potravního řetězce, dokud se cyklus neuzavře.
Jako systém první generace prošla instalace ve Findhornu řadou změn. Během prvních patnácti let provozu procházel systém pravidelnými kontrolami kvality ze strany Skotské agentury pro ochranu životního prostředí (SEPA) a jeho parametry vždy splňovaly předepsané požadavky.

## Publikace
Todd je autorem nebo spoluautorem následujících knih:
- The Village as solar ecology : proceedings of the New Alchemy/Threshold Generic Design Conference. Redakce Todd John. East Falmouth, MA: New Alchemy Institute, 1980.
- TODD, John; TODD, Nancy Jack. Tomorrow is our permanent address : the search for an ecological science of design as embodied in the bioshelter. 1st. vyd. New York: Harper & Row, 1980. Dostupné online. ISBN 978-0060143190.
- TODD, John; TUKEL, George. Reinhabiting cities and towns : designing for sustainability. San Francisco, California: Planet Drum Foundation, 1981.
- TODD, Nancy Jack; TODD, John. Bioshelters, ocean arks, city farming : ecology as the basis of design. San Francisco: Sierra Club Books, 1984. ISBN 978-0871568144.
- TODD, Nancy Jack; TODD, John. From eco-cities to living machines : principles of ecological design. Berkeley, Calif.: North Atlantic Books, 1994. ISBN 978-1556431500.
- TODD, John. Healing Earth: An Ecologist's Journey of Innovation and Environmental Stewardship. Berkeley, Calif.: North Atlantic Books, 2019. ISBN 978-1623172985.